# Holger Mahnicke
Holger Mahnicke (* 25. Februar 1960 in Hamburg) ist ein deutscher Diplomat. Er ist seit Juli 2023 Generalkonsul in Krakau (Polen).

## Leben
Mahnicke absolvierte nach dem Abitur zwischen 1979 und 1981 seinen Zivildienst und begann im Anschluss 1981 ein Lehramtsstudium der Fächer Geschichte, Französisch und Pädagogik, das er 1986 mit der Wissenschaftlichen Prüfung für das Lehramt 1 abschloss. Nachdem er von 1987 bis 1989 das Lehramtsreferendariat abgeleistet hatte, legte er 1989 die Pädagogische Prüfung für das Lehramt 2 an Höheren Schulen in Hamburg ab.
1989 begann Mahnicke den Vorbereitungsdienst für den höheren Auswärtigen Dienst und war nach dessen Abschluss zwischen 1991 und 1992 zunächst in der Zentrale des Auswärtigen Amtes sowie danach von 1992 bis 1995 an der Botschaft in Venezuela eingesetzt. Nach einer neuerlichen Verwendung zwischen 1995 und 1998 im Auswärtigen Amt war er von 1998 bis 2002 Ständiger Vertreter des Botschafters in den Vereinigten Arabischen Emiraten (VAE) sowie daraufhin von 2002 bis 2004 Ständiger Vertreter des Botschafters in Malaysia.
Nach seiner Rückkehr fungierte Mahnicke zwischen 2004 und 2008 als stellvertretender Referatsleiter im Auswärtigen Amt, ehe er nach einer Verwendung von 2008 als 2009 Austauschbeamter im französischen Außenministerium zwischen 2009 und 2012 Mitarbeiter der Botschaft in Frankreich war. Im Anschluss war er von 2012 bis 2015 Referatsleiter im Auswärtigen Amt.
Im Juli 2015 wurde Mahnicke Nachfolger des in den Ruhestand getretenen Klaus-Ludwig Keferstein als Botschafter der Bundesrepublik Deutschland in Kamerun und war als solcher zugleich auch als Botschafter in der Zentralafrikanischen Republik akkreditiert. Am 12. November 2015 ist er von dem Präsidenten der Republik Kamerun, Paul Biya, zur Überreichung seines Beglaubigungsschreibens empfangen worden. 2016 wechselte er als Gesandter an die Botschaft in Washington und 2019 dann als Generalkonsul nach Dubai, wo er bis 2022 blieb.
Nach einem Jahr als Referatsleiter im Auswärtigen Amt übernahm Mahnicke im Juli 2023 die Leitung des Generalkonsulats in Krakau.